# إيرين ميرفي
إيرين ميرفي (بالإنجليزية: Erin Murphy) هي مصارعة محترفة وممثلة أمريكية، ولدت في 17 يونيو 1964 في إنسينو ‏ في الولايات المتحدة.

## أعمال

### مسلسلات
- بيويتشد

## وصلات خارجية
- الموقع الرسمي
- إيرين ميرفي على موقع IMDb (الإنجليزية)
- إيرين ميرفي على موقع ألو سيني (الفرنسية)
- إيرين ميرفي على موقع أول موفي (الإنجليزية)
- إيرين ميرفي على موقع إن إن دي بي (الإنجليزية)
- إيرين ميرفي على موقع قاعدة بيانات الفيلم (الإنجليزية)
- إيرين ميرفي على موقع كينوبويسك (الروسية)